# European Institute of Oncology
Das European Institute of Oncology (italienisch Istituto Europeo di Oncologia - IEO) ist ein italienisches Krebsforschungs- und Behandlungszentrum mit Sitz in Mailand. Es wurde 1994 als privat finanziertes, not-for-profit Institut gegründet, auf Anregung des bekannten Arztes und späteren italienischen Gesundheitsministers Umberto Veronesi (verstorben 2016), der auch das Amt des Forschungsdirektors einnahm. Es ist eines von ca. 15 - 17 italienischen Comprehensive Cancer Centers (etwa "umfassendes Krebszentrum"; der Begriff ist nicht geschützt, die Zuordnung variiert). Die ESMO hat es ihn ihre Liste der zertifizierten Krebszentren aufgenommen.
Wie andere CCC ist das IEO in drei Bereichen tätig, nämlich Patientenbehandlung, Forschung, und Ausbildung. 2011 arbeiteten dort 271 Ärzte. Die klinischen Abteilungen sind in operative, nichtoperative, diagnostische und präventive Bereiche aufgeteilt. Jährlich werden ca. 39.000 Patienten behandelt und ca. 12.000 Operationen durchgeführt. Im internationalen Vergleich entspricht das einer mittleren Zentrumsgröße.

## Organisation
Die Rechtsform SRL entspricht einer deutschen GmbH. An der Spitze steht ein Verwaltungsrat mit (Februar 2019) Carlo Cimbri, dem Chef eines der beteiligten Versicherungsunternehmen, als Präsident. Die Tagesgeschäfte leitet Mauro Melis. Wissenschaftlicher Leiter ist der Radioonkologe Roberto Orecchia, Ärztlicher Leiter der Hygienespezialist Fabrizio Mastrilli. Anteilseigner sind 14 überwiegend italienische Unternehmen wie UniCredit Group, Mediobanca, Allianz, Generali oder Pirelli. Das nominelle Eigenkapital ist mit 80 Millionen € angegeben.

## Forschung
Der Forschungsbereich umfasst sowohl experimentelle Onkologie als auch Epidemiologie und Biostatistik. Ein jährlicher Forschungsbericht gibt über die Gesamt- als auch Einzelleistungen Auskunft. Im Jahr 2013 wurden 350 wissenschaftliche Beiträge veröffentlicht mit einem kumulativen Impact Factor von 2459.